# Biberach an der Riß
Biberach an der Riß es una ciudad de Alemania capital del distrito de Biberach, en el estado federado de Baden-Wurtemberg. La ciudad, que tiene una superficie de 72,16 km², contaba en 2024 con una población de 35 155 habitantes.

## Historia
Ciudad imperial libre, una de las cuatro que permitían en igualdad las religiones protestante y católica. Fue ocupada por las tropas suecas entre el 20 de abril de 1632 y el 27 de septiembre de 1633 y de nuevo entre el 25 de marzo y septiembre de 1634.
El Tratado de Lunéville de 1802 la concedió al Electorado de Baden, pasando en 1806 al Reino de Wurtemberg.